# 三薩蘭海膽
三薩蘭海膽（學名：Trisalenia）是一屬已滅絕的海膽，其化石主要分布在瑞典，在白堊紀的海洋沉積層中經常可以發現。牠們扁圓形體殼的頂上是一巨大扁平的頂盤，由兩圈骨板以及一單獨的中間骨板和一個孔組成，這個孔是其肛門的位置。巨大的生殖骨板上也有一個孔，是用來排放卵和精子的。巨大的間步帶刺瘤上長有光滑尖銳的棘刺。三薩蘭海膽生活在白堊紀晚期瑞典南部岩石海岸上的花崗岩巨石之間。

## 外部連結
- Trisalenia in the Paleobiology Database